# Sid L'Mokhtar
Sidi L'Mokhtar (franska: Sidi L'Mokhtar (CR), Sidi L'Mokhtar (Commune Rurale), arabiska: السعيدات) är en kommun i Marocko.   Den ligger i provinsen Chichaoua och regionen Marrakech-Safi, i den centrala delen av landet, 300 km sydväst om huvudstaden Rabat. Antalet invånare är 8 050.